# لاک-بوپورت، کبک
لاک-بوپورت (به فرانسوی: Lac-Beauport) شهری در منطقه شهری لا ژاک-کارتیه ناحیه کاپیتل-ناسیونال در استان کبک کانادا است. در سرشماری سال ۲۰۱۱ این شهر ۶٬۲۵۴ نفر جمعیت داشته‌است و مساحت آن ۶۲٫۷۲ کیلومتر مربع است.